# Кресак (Лот)
Кресак (фр. Crayssac) насеље је и општина у јужној Француској у региону Миди Пирене, у департману Лот која припада префектури Каор.
По подацима из 2011. године у општини је живело 749 становника, а густина насељености је износила 50,1 становника/km². Општина се простире на површини од 14,95 km². Налази се на средњој надморској висини од 300 метара (максималној 303 m, а минималној 100 m).

## Демографија
| 1962. | 1968. | 1975. | 1982. | 1990. | 1999. | 2011. |
| ----- | ----- | ----- | ----- | ----- | ----- | ----- |
| 240   | 244   | 313   | 393   | 413   | 442   | 749   |

График промене броја становника у току последњих година